# Макушина Інна Вікторівна
Інна Вікторівна Макушина, до шлюбу Шехова (1 квітня 1941, Миколаїв, Україна — 4 жовтня 2023, там само) — радянська і українська скульпторка і художниця, членкиня Спілки художників України (1977), заслужена художниця України (2011).

## Біографія
Народилася 1 квітня 1941 року в Миколаєві. Малюванням захоплювалася з дитинства, навчалася у студії при обласному Будинку народної творчості.
Після закінчення Миколаївської СШ № 2 1961 вступила до Ленінградського художнього училища імені В. Сєрова, яке закінчила 1965 року. У 1974 році закінчила Ленінградський художній інститут живопису, скульптури і архітектури імені І. Ю. Рєпіна (педагог з фаху — професор В. Б. Пінчук), за спеціальністю «Художник-скульптор».
Після завершення навчання повернулась до Миколаєва, де з 1972 року працювала скульпторкою в Миколаївських мистецько-виробничих майстернях (пізніше — Миколаївський художньо-виробничий комбінат Художнього фонду України). З 1977 року – членкиня Національної спфлки художників України.
З 1991 року працювала в творчій майстерні свого чоловіка, Заслуженого художника України Юрія Макушина (ЧП «Скульптура»).
З 1998 року викладала рисунок на відділенні дизайну в Національному університеті кораблебудування імені адмірала Макарова.
У 2011 році отримала звання «Заслужений художник України».
Померла 4 жовтня 2023 року.

## Родина
- Чоловік — Макушин Юрій Андрійович, скульптор, заслужений художник України.
- Син — Макушин Віктор Юрійович, скульптор.

2002 року вся сім'я Макушиних була удостоєна звання «Городянин року» в номінації «Мистецтво».

## Творчість
Інна Макушина успішно працює в анімалістичному жанрі, підтвердженням чого є композиції «Мауглі і Багіра», встановлена біля входу в Миколаївський зоопарк, «Коник-горбоконик» у дитячому містечку «Казка». Разом з чоловіком Юрієм Макушиним багато зробила для художнього вигляду міста: у співавторстві створено пам'ятники О. С. Пушкіну, М. П. Леонтовичу, Юрію Макарову, меморіальну дошку М. М. Аркасу і Марку Лисянському, «Сталевого солдата» — монумент на Кургані лави в місті Нова Одеса та багато інших.
Окрім скульптури, Макушина працює також в жанрі живопису (портрети, пейзажі, натюрморти) і графіки.

## Роботи
| Робота                                               | Рік  | Розташування | Примітки                                                 |
| ---------------------------------------------------- | ---- | ------------ | -------------------------------------------------------- |
| Монумент «Сталевий солдат» на Кургані Слави          | 1975 | Нова Одеса   | Із нержавіючої сталі. У співавторстві з Юрієм Макушиним. |
| Скульптурна композиція «Воїнам-визволителям»         | 1984 | Первомайськ  | Із бронзи та сталі. У співавторстві з Юрієм Макушиним.   |
| Монументальна композиція «Слава праці»               | 1975 | Миколаїв     | У співавторстві з Юрієм Макушиним.                       |
| Пам'ятний знак полеглим працівникам міліції          | 1978 | Миколаїв     | Із міді та граніту. У співавторстві з Юрієм Макушиним.   |
| Пам'ятник Ленінському комсомолу                      | 1986 | Миколаїв     | Із міді та граніту. У співавторстві з Юрієм Макушиним.   |
| Монументально-декоративна композиція «Прометей»      | 1975 | Миколаїв     | Із нержавіючої сталі. У співавторстві з Юрієм Макушиним. |
| Пам'ятник О. С. Пушкіну                              | 1988 | Миколаїв     | Із бронзи та граніту. У співавторстві з Юрієм Макушиним. |
| Пам'ятник В. Лягіну                                  | 1986 | Миколаїв     | Із бронзи та граніту.                                    |
| Пам'ятник лейтенанту Шмідту                          | 1984 | Очаків       | Із бронзи та граніту. У співавторстві з Юрієм Макушиним. |
| Пам'ятник коменданту фортеці «Очаків» І. Д. Сладкову | 1987 | Очаків       | Із бронзи та граніту. У співавторстві з Юрієм Макушиним. |
| Пам'ятник бригадиру І. П. Горичу                     | 1978 | Очаків       | Із бронзи та граніту. У співавторстві з Юрієм Макушиним. |
| Монументальна композиція «Мауглі і Багіра»           | 1979 | Миколаїв     | Із кованої міді та граніту.                              |
| Монументальна композиція «Коник-горбоконик»          | 1988 | Миколаїв     | Із бронзи.                                               |
| Монументальна композиція «М. Леонтович»              | 2000 | Миколаїв     | Із граніту. До 100-річчя Миколаївського зоопарку         |

Міністерство культури СРСР закупило роботу «Юлька», дерево, 1976.

## Виставки
Учасниця всіх обласних, багатьох республіканських і міжнародних виставок.
- Республіканська художня виставка «Завжди на чеку», м. Київ, 1972.
- Всесоюзна виставка творів молодих художників, м. Москва, 1976.
- Республіканська виставка скульптури малих форм, м. Київ, 1976.
- Перша міська виставка малюнка, м. Миколаїв, 1980.
- Республіканська художня виставка «Шістдесят героїчних років», м. Київ, 1980.
- Республіканська виставка «Ми будуємо комунізм», м. Київ, 1982.
- Обласна художня виставка «Художники — місту», м. Миколаїв, 1982.
- Обласна художня виставка, присвячена 40-річчю визволення Миколаївщини від німецько-фашистських загарбників, м. Миколаїв, 1984.
- Обласна художня виставка «200 років Миколаєву», 1989.
- Обласна художня виставка, присвячена 40-річчю Перемоги радянського народу у Великій Вітчизняній війні, м. Миколаїв, 1986.
- Обласна художня виставка «Художники — ювілею Жовтня», м Миколаїв, 1987.
- Виставка творів миколаївських художників, Сієтл (США), 1991.
- Обласна художня виставка, присвячена Дню міста, м Миколаїв, 1991.
- Перша художня виставка в Миколаївській філії Національного університету «Києво-Могилянська академія», м Миколаїв, 1998.
- Різдвяна художня виставка, м. Миколаїв, 2000.
- Персональна виставка в обласному художньому музеї імені В. В. Верещагіна, м Миколаїв, 2006.
- Різдвяна художня виставка, м. Миколаїв, 2006.
- Персональна виставка в Обласному художньому музеї ім. В. В. Верещагіна, м. Миколаїв, 2007.
- Обласна художня виставка «Художники — місту», м. Миколаїв, 2008.
- Обласна художня виставка «Миколаєву 210 років», м Миколаїв, 2009.
- Обласна художня виставка «Художники — місту», м Миколаїв, 2010.
- Різдвяна художня виставка, м. Миколаїв, 2011.